# Liasis
Liasis — рід змій родини пітонових (Pythonidae). Поширені в Австралії, Індонезії та Папуа Новій Гвінеї. Один із 10 родів родини родини пітонових. З них 3 види ендеміки, усі види занесені до ряду природоохоронних документів, зокрема до Червоного списку МСОП.

## Етимологія
Назва на інших мовах: (Australian) water python (англ.; дослівно «(австралійський) водяний пітон»); Australische Felsenpythons (нім.; дослівно «австралійські скельні пітони»); водяные питоны (рос.).

## Опис
Загальна довжина представників роду коливається від 1 до 3 м, найбільші особини Liasis olivaceus можуть сягати 4 м. Голова трохи витягнута. Тулуб стрункий, неширокий. 
забарвлення досить одноманітне: переважно темне, оливкове, коричневе. Буває чорна спина та світле черево. Часто спина має перламутровий відлив, нижньогубні щітки зазвичай світлі, в тон черева.

## Поширення
Мешкають в Австралії, Папуа Новій Гвінеї та в Індонезії. З них 3 види є ендеміками, зокрема Liasis dunni
(Індонезія), Liasis olivaceus (Австралія), Liasis savuensis (Індонезія).

## Особливості біології
Всі водні пітони тісно пов'язані із водно-болотними ландшафтами. Населяють заболочені луки, береги озер, річок, зустрічаються також у саванних й гірських лісах, по ущелинах та розпадках. 
Живляться невеликими ссавцями та птахами, однак можуть поїдати і плазунів, іноді навіть інших пітонів або новонароджених крокодилів.
Австралійські водяні пітони належать до яйцекладних змій. Самиця у вересні та жовтні відкладає 12—20 великих білих яєць у шкірястій оболонці. Увесь інкубаційний період вона не кидає кладку, що характерно для пітонових. Через 60—70 днів з'являються молоді пітони.

## Охорона

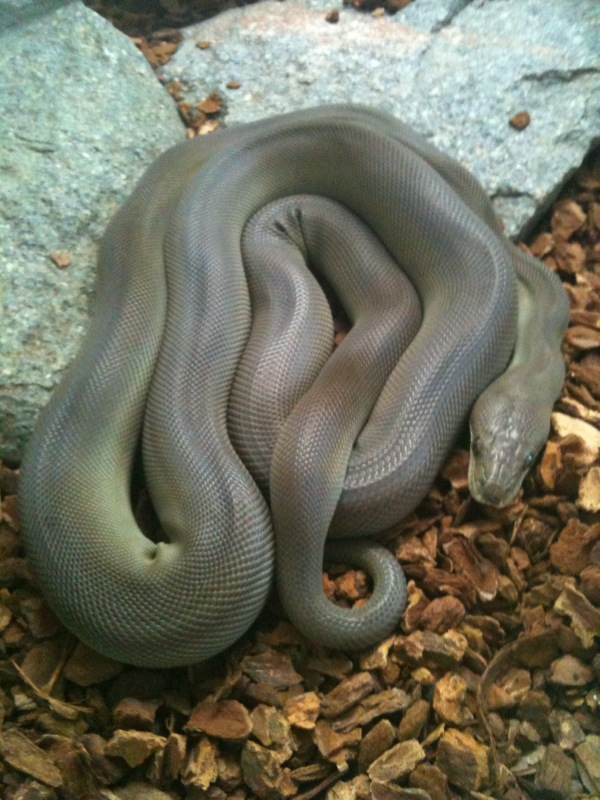
Liasis olivaceus

Стан природних популяцій 4 видів австралійських водяних пітонів (Liasis fuscus, Liasis mackloti, Liasis olivaceus, Liasis papuanus) в межах їх ареалів залишається більш-менш стабільним. Саме тому вони, згідно Червоного списку МСОП, отримали охоронний статус «відносно благополучні види». Статус Liasis dunni внаслідок недостатності даних про стан популяцій залишається невизначеним. Liasis savuensis раритетний і перебуває під загрозою зникнення (охоронна категорія EN: вид перебуває у небезпечному стані).
Всі представники роду в тій чи іншій мірі страждають від неконтрольованої торгівлі домашніми тваринами. Тому ряд видів занесені до Вашингтонської конвенції (CITES).

## Систематика
Станом на 2024 рік описано 3(6) видів:
- Liasis dunni
- Liasis fuscus
- Liasis mackloti
- Liasis olivaceus
- Liasis papuanus
- Liasis savuensis